# Seward (Nebraska)
Seward je grad u američkoj saveznoj državi Nebraska. Prema popisu stanovništva iz 2010. u njemu je živjelo 6964 stanovnika.